# Charlottenburger Schlossgrenadiere
Die Charlottenburger Schlossgrenadiere waren eine Infanterieeinheit der altpreußischen Armee.

## Aufstellung
Auf Befehl Friedrichs II. wurden zu Beginn des Jahres 1742 die besten Soldaten der bestehenden Garnisonregimenter ausgesucht und aus ihnen am 5. März 1742 zwei Kompanien Grenadiere formiert, die als eigenständige Wachtruppe für das Schloss Charlottenburg vorgesehen waren. Kommandeur der Einheit  wurde Major Heinrich Wilhelm von Byla.

## Eingliederung
Bereits am 1. August 1742 wurden die bis dahin separat bestehenden Schlossgrenadiere organisatorisch in einen übergeordneten Verband eingegliedert: Sie wurden Teil des neu aufgestellten I. Stehenden Grenadier-Bataillons, zu dessen erstem Chef gleichfalls Byla ernannt wurde. Da Grenadierkompanien stets in erster Linie einem Infanterieregiment zugehörig waren, waren die Charlottenburger Kompanien darüber hinaus fortan dem im gleichen Jahr neu errichteten Neuen Garnisonregiment zugeordnet.
Zwar war Treuenbrietzen die Garnisonstadt des Bataillons, die beiden Kompanien verblieben jedoch in Charlottenburg und versahen ihren Wachdienst am Schloss; nur in Kriegszeiten wurden die Grenadierkompanien zum gemeinsamen Feldeinsatz zusammengebracht.
Das Neue Garnisonregiment wurde nach Ende des Siebenjährigen Kriegs wieder aufgelöst, doch die beiden Charlottenburger Grenadierkompanien blieben davon ausgenommen und existierten weiter, keinem Regiment mehr zugeordnet, aber weiterhin Teil des Grenadier-Bataillons.

## Auflösung
Im Frühjahr 1787 wurde das I. Stehende Grenadier-Bataillon aufgelöst. Die beiden Charlottenburger Schlossgrenadier-Kompanien wurden dem am 1. Juni neu aufgestellten Füsilier-Bataillons Nr. 2 (Chef: Johann Jeremias von Renouard) eingegliedert und zu Füsilieren umformiert, mit erster Garnison Halle. Damit hörten die Schlossgrenadiere zu bestehen auf.

## Uniform
Die beiden Schlossgrenadier-Kompanien trugen während der gesamten Zeit ihres Bestehens preußischblaue Uniformröcke ohne Rabatten mit roten Kragen, roten Ärmelaufschlägen und rotem Futter an den umgeschlagenen Rockschößen. Kamisole und Beinkleider waren blassgelb, die Grenadiermützen hatten Vorderschilde aus Messing und rote Mützenbeutel.